# Julie Christie
Julie Christie (Julie Frances Christie) (Chauba, India, 1940. április 14. –) Oscar-, Golden Globe- és BAFTA-díjas angol színésznő.

## Életrajza
Négyszer jelölték Oscar-díjra a legjobb színésznő kategóriában: 1966-ban a Darlingért (ezzel nyert is), 1971-ben a McCabe és Mrs. Millerért, 1997-ben az Afterglow című filmért, valamint 2008-ban az Egyre távolabb című filmért.
Háromszor jelölték Golden Globe-díjra a legjobb drámai színésznő kategóriában: 1966-ban a Darlingért, 1976-ban a legjobb vígjáték- vagy musicalszínésznő kategóriában a Samponért, valamint 2008-ban az Egyre távolabb című filmért (ezzel nyert is).
Hatszor jelölték BAFTA-díjra a legjobb színésznő kategóriában: 1967-ben a A hazudós Billyért, 1966-ban a Darlingért (ezzel nyert is), 1967-ben a Doktor Zsivágóért, 1967-ben a 451 Fahrenheitért, 1970-ben A közvetítőért, 2005-ben az Én, Pán Péter című filmért, valamint 2008-ban az Egyre távolabb című filmért.
Két filmben játszott együtt Sarah Polley-val: a 2001-es No Such Thing című jetis baklövésben és a 2005-ös Szavak titkos életében. Polley több hónapos kitartó rábeszéléssel vette rá Christie-t, hogy vállalja el az Alzheimer-kórban szenvedő feleség szerepét az Egyre távolabb című rendezői bemutatkozásában. Ezt a filmet 2007. június 28. óta vetítik a magyar mozik.
Christie alakítja a Harry Potter-filmekben Madame Rosmertát.
Azok a színésznők, akik végül eljátszották a Christie-nek szánt szerepeket: Rosemary gyermeke (Mia Farrow), A lovakat lelövik, ugye? (Jane Fonda), A Keresztapa (Diane Keaton), Kínai negyed (Faye Dunaway), Maraton életre-halálra (Marthe Keller), Amerikai dzsigoló (Lauren Hutton), Vörösök (Diane Keaton). Eredetileg őt szemelték ki a legelső Bond-lánynak az 1962-es Dr. No című filmbe, de az egyik producer megvétózta a döntést, mert nem találta elégségesnek Christie mellbőségét Honey Rider szerepéhez, amelyet végül Ursula Andress játszhatott el.

## Magánélet
A színészet mellett (vagy gyakran ahelyett) a politikai szerepvállalás is meghatározó volt az életében, a legaktívabban a Medical Foundation for Victims of Torture szervezet munkájában vett részt.
Élettársai között volt Terence Stamp, 1967 és 1974 között Warren Beatty, Brian Eno és Donald Sutherland. 1979-től a The Guardian oknyomozó újságírójával, Duncan Campbellel élt párkapcsolatban, még 2007 novemberében, Indiában összeházasodtak. Gyermekei nincsenek.

## Színművészeti tevékenység
Mivel mindig gondosan megválogatta a szerepeit, számos értékes filmben játszott.

### McCabe és Mrs. Miller (1971)
Robert Altman költői antiwesternjének forgatási körülményei is majdnem annyira érdekesek, mint maga a film: a cselekmény helyszínéül szolgáló település nem csak díszlet volt, hanem a stáb tagjai valóban felhúzták az épületeket a kanadai Sziklás-hegységben és hónapokig tartó forgatás alatt ezekben a faházakban laktak. Warren Beatty naiv hamiskártyása és Christie talpraesett madámja emlékezetes párost alakítanak, és Leonard Cohen zenéje sem hat anakronisztikusan, inkább remekül erősíti a melankolikus alaphangulatot.

### Ne nézz vissza! (1973)
A brit házaspár (Julie Christie és Donald Sutherland) pár hónappal hatéves kislányuk váratlan halála után Velencébe utazik, ahol egy látnoki képességekkel megáldott vak öregasszony, számos olasz férfi és egy piros kabátos szellemgyerek paráztatja őket. A film elképesztően effektív, zsigeri szinten ható lélektani horror. Mellesleg ebben a filmben van minden idők legerotikusabb férj és feleség közötti szeretkezős jelenete is.

### Egyre távolabb (2006)
Christie a film előtt legutóbb 4 éve játszott főszerepet, alakításával elnyerte a legjobb női főszereplőnek járó Golden Globe-díjat.

## Filmográfia

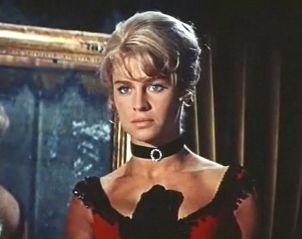
Julie Christie a Doktor Zsivágó c. filmben

| Film                                       | Év     | Megjegyzés   | Díjak, jelölések |
| ------------------------------------------ | ------ | ------------ | --- |
| Glorious 39                                | 2009   | narrátor     | |
| New York szeretlek                         | 2009   | színész      | |
| Uncontacted Tribes                         | 2007   | narrátor     | |
| Egyre távolabb                             | 2006   | színész      | díj: Torontói-i Filmkritikusok köre (2007) - Legjobb színésznő díj: New York-i Filmkritikusok köre (2007) - Legjobb színésznő díj: National Board of Review díj (2007) - Legjobb színésznő díj: Dallas-Fort Worth Film Critics Association Awards (2007) - Legjobb színésznő díj: Phoenix-i Filmkritikusok díja (2007) - Legjobb színésznő díj: San Franciscó-i Filmkritikusok köre (2007) – Legjobb színésznő díj: San Diegó-i Filmkritikusok köre (2007) – Legjobb színésznő díj: Washington DC Area Film Critics Association Awards (2007) - Legjobb színésznő díj: Southeaster-i Filmkritikusok köre (2007) - Legjobb színésznő díj: A Filmkritikusok Országos Szövetségének díja (2008) - Legjobb színésznő díj: Broadcast Film Critics Association Awards (2008) - Legjobb színésznő díj: Online Filmkritikusok Szövetségének díja (2008) - Legjobb színésznő díj: Amerikai Film- és Televíziós Színészek Céhe (2008) – Legjobb színésznő díj: Genie-díj (2008) - Legjobb női alakítás díj: Londoni-i Filmkritikusok köre (2008) – Az év legjobb brit színésznő díj: Golden Globe díj (2008) - Legjobb színésznő - drámai kategória jelölés: Satellite-díj (2007) - Legjobb drámai színésznő jelölés: Chicagói Filmkritikusok Szövetségének díja (2007) - Legjobb színésznő jelölés: Detroit-i Filmkritikusok köre (2007) – Legjobb színésznő jelölés: Chlotrudis Awards (2008) - Legjobb színésznő jelölés: BAFTA-díj (2008) - Legjobb színésznő jelölés jelölés: Oscar-díj (2008) – Legjobb női alakítás |
| A szavak titkos élete                      | 2005   | színész      | |
| A béke köre                                | 2005   | narrátor     | |
| Garbo                                      | 2005   | narrátor     | |
| Én, Pán Péter                              | 2004   | színész      | jelölés: BAFTA-díj (2005) - Legjobb női mellékszereplő |
| A Letter To True                           | 2004   | narrátor     | |
| Harry Potter és az azkabani fogoly         | 2004   | színész      | |
| Trója                                      | 2004   | színész      | |
| A Decade Under the Influence               | 2003   | színész      | |
| The 100 Greatest Movie Stars               | 2003   | színész      | |
| Lucy, a csajom                             | 2002   | színész      | |
| Szilánkok                                  | 2002   | színész      | |
| Belphégor – A Louvre fantomja              | 2001   | színész      | |
| Így készült: Belphégor – A Louvre fantomja | 2001   | színész      | |
| No Such Thing                              | 2001   | színész      | |
| A csodatevő                                | 2000   | szinkronhang | |
| Afterglow                                  | 1997   | színész      | díj: Ft. Lauderdale-i Nemzetközi Filmfesztivál zsűri díja (1997) - Legjobb filmes csapat díj: New York-i filmkritikusok díja (1997) - Legjobb színésznő díj: Független lélek díj (1997) - Legjobb női főszereplő díj: San Sebastian-i Nemzetközi Filmfesztivál(1998) - Legjobb színésznő díj: A Filmkritikusok Nemzetközi Szövetségének díjai (1998) - Legjobb színésznő jelölés: Oscar-díj (1998) - Legjobb színésznő jelölés: Golden Satellite Award (1998) - Legjobb drámai színésznő tv- filmben díj: Evening Standard British Film Award (1999) - Legjobb színésznő |
| Karaoke                                    | 1996   | színész      | |
| Hamlet                                     | 1996   | színész      | |
| Sárkányszív                                | 1996   | színész      | |
| Valahol Írországban (Végállomás)           | 1992   | színész      | |
| A sors fogságában                          | 1990   | színész      | |
| Dadah Is Death                             | 1988   | színész      | |
| Väter und Söhne - Eine deutsche Tragödie   | 1986   | színész      | |
| Champagne amer                             | 1986   | színész      | |
| Hatalom                                    | 1986   | színész      | |
| Miss Mary                                  | 1986   | színész      | díj: Havanna-i Filmfesztivál (1986) - Legjobb színésznő |
| Separate Tables                            | 1983   | színész      | díj: CableACE Awards (1983) – Legjobb színésznő |
| Heat and Dust                              | 1983   | színész      | |
| The Gold Diggers                           | 1983   | színész      | |
| The Return of the Soldier                  | 1982   | színész      | |
| The Animals Film                           | 1981   | narrátor     | |
| Memoirs of a Survivor                      | 1981   | színész      | díj: Nemzetközi Fantázia Film díj (1981) - Legjobb színésznő |
| Ép testben épp, hogy élek                  | 1978   | színész      | |
| Az ég tud várni                            | 1978   | színész      | |
| A komputer gyermeke                        | 1977   | színész      | jelölés: Academy of Science Fiction, Fantasy & Horror Films díjak (1977) - Legjobb színésznő |
| Nashville                                  | 1975   | színész      | |
| Sampon                                     | 1975   | színész      | jelölés: Golden Globe díj (1976) - Legjobb vígjáték- vagy musicalszínésznő |
| Ne nézz vissza!                            | 1973   | színész      | jelölés: BAFTA-díj (1974) - Legjobb színésznő |
| McCabe és Mrs. Miller                      | 1971   | színész      | jelölés: Oscar-díj (1972) - Legjobb színésznő |
| A közvetítő                                | 1970   | színész      | jelölés: BAFTA-díj (1972) - Legjobb színésznő |
| In Search of Gregory                       | 1969   | színész      | |
| Petulia                                    | 1968   | színész      | |
| Tonite Let's All Make Love In London       | 1967   | színész      | |
| Távol a tébolyult tömegtől                 | 1967   | színész      | |
| 451 Fahrenheit                             | 1966   | színész      | jelölés: BAFTA-díj (1967) – Legjobb brit színésznő |
| Darling                                    | 1965   | színész      | díj: National Board of Review díj (1965) - Legjobb színésznő díj: New York-i filmkritikusok díja (1965) - Legjobb színésznő díj: Oscar-díj (1966) - Legjobb női alakítás díj: BAFTA-díj (1966) - Legjobb női alakítás díj: Laurel-díj (1966) - Legjobb drámai színésznő jelölés: Golden-Globe díj (1966) - Legjobb színésznő - drámai kategória |
| Doktor Zsivágó                             | 1965   | színész      | díj: National Board of Review díj (1965) - Legjobb színésznő díj: David di Donatello Díj (1965) - Legjobb színésznő jelölés: BAFTA-díj (1967) – Legjobb brit színésznő |
| A fiatal Cassidy                           | 1965   | színész      | |
| A hazudós Billy                            | 1963   | színész      | jelölés: BAFTA-díj (1967) – Legjobb brit színésznő |
| Crooks Anonymous                           | 1962   | színész      | |
| The Andromeda Breakthrough (1 epizód)      | 1962   | színész      | |
| The Fast Lady                              | (1962) | színész      | |
| A for Andromeda (6 epizód)                 | 1961   | színész      | |

## Színház
- Cries From The Heart (2007), Royal Court Theatre
- Old Times (1995, 2007), Wyndham’s Theatre
- Suzanna Andler (1997), Chichester
- Uncle Vanya (1973), Broadway
- The Comedy of Errors (1964), Broadway
- Frinton Repertory of Essex (1957)
- Anna Frank naplója

## Hangoskönyv
- Sense and Sensibility hangoskönyv (1995) narrátor
- Sense and Sensibility hangoskönyv (1996) narrátor

## Hangkazetta
- Hercules kalandjai (1997) narrátor
- The hunchback of Notre Dame (2002) narrátor
- Stuart Mária, a skótok királynője (2001) narrátor
- Out of Africa (1996) narrátor
- The secret garden (1995) narrátor

## További díjai és jelölései

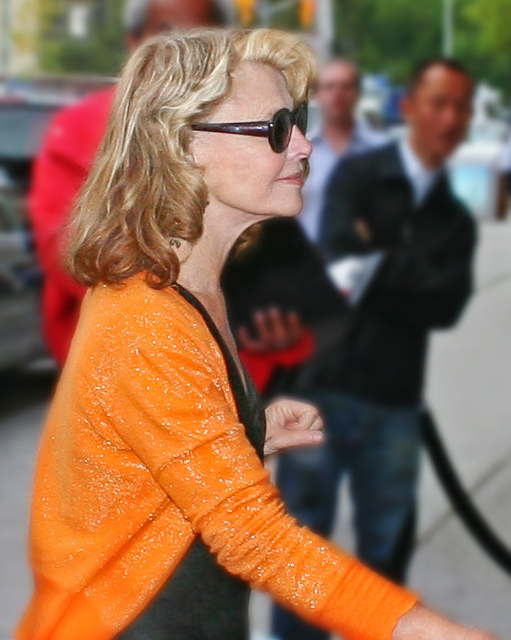
Julie Christie a 2006-os Torontói Nemzetközi Filmfesztiválon

### Díjak
- BAFTA-díj (1997) – BAFTA Akadémiai tagság
- Santa Barbara-i Nemzetközi Filmfesztivál (2008) - Modern Master Award
- Evening Standard British Film Awards (2008) – Alexander Walker Speciális-díj

### Jelölések
- Laurel-díj
  - (1967) - Legjobb női sztár jelölés
  - (1968) - Legjobb női sztár jelölés

## Érdekességek

### Meztelenkedés
Az 1960-as évek vége felé egyre több filmben voltak láthatóak nők hiányos öltözetben, azonban Julie Christie következetesen visszautasította az ilyen szerepeket. Kivételt csak két filmnél tett: 1973-ban a Ne nézz vissza! (Don't Look Now) című filmben látható egy háromperces szexjelenete, valamint 1977-ben A komputer gyermeke (Demon Seed) című filmben ugyancsak látható meztelenül.

### Róla szóló rockszámok
Két kiváló rockszám is emléket állít a színésznőnek: Tom Courtenay Yo La Tengo című felvétele a „Julie Christie, the rumors are true…” sorral kezdődik, a Kinks 1967-es Waterloo Sunset című slágere pedig állítólag Christie és Terence Stamp románcáról szól, erre bizonyíték lehet a „Terry meets Julie” rész a szövegben.